# Maciste contre le Cyclope
Pour plus de détails, voir Fiche technique et Distribution.
Maciste contre le Cyclope (Maciste nella terra dei ciclopi) est un film italien réalisé par Antonio Leonviola et sorti en 1961.

## Synopsis
Pour sauver les humains, Maciste va sur tous les fronts : La reine Capys, descendante de Circé, nourrit des plans diaboliques pour la destruction de la race humaine ; Parallèlement, le Cyclope ravage le pays...

## Fiche technique
- Titre original : Maciste nella terra dei ciclopi
- Réalisation : Antonio Leonviola
- Scénario : Oreste Biancoli et Gino Mangini d'après une histoire d'Oreste Biancoli
- Directeur de la photographie : Riccardo Pallotini
- Montage : Mario Serandrei
- Musique : Carlo Innocenzi
- Costumes : Giuliano Papi
- Décors : Ennio Michettoni
- Production : Luigi Carpentieri et Ermanno Donati
- Genre : Film d'aventure, Film de fantasy, Péplum
- Pays :  Italie
- Durée : 100 minutes
- Date de sortie :
  - Italie : 29 mars 1961
  - France : 11 octobre 1961

## Distribution
- Gordon Mitchell (VF : Serge Sauvion) : Maciste
- Chelo Alonso (VF : Michèle Bardollet) : Capys, reine de Sadok
- Vira Silenti : Penope
- Aldo Bufi Landi (VF : Michel Gatineau) : Sirone (Siros en VF)
- Dante Di Paolo (VF : Georges Aminel) : Iphitos (Iphite en VF)
- Giotto Tempestini (VF : Fernand Fabre) : Aronio (Aroni en VF)
- Raffaella Pelloni : Eber
- Paul Wynter (VF : Jean Violette) : Mumba
- Massimo Righi (VF : Michel Cogoni) : Efros
- Fabio : le fils de Penope
- Germano Longo : Re Agisandro (Agisandre en VF)
- Aldo Pedinotti : le Cyclope
- Tullio Altamura (en) : le capitaine des gardes
- Antonio Meschini : un soldat
- Pietro Ceccarelli (it) : un gardien de prison